# Pago único por explotación
El pago único por explotación es un subsidio agrícola que se paga a los agricultores de la Unión Europea.

## Historia

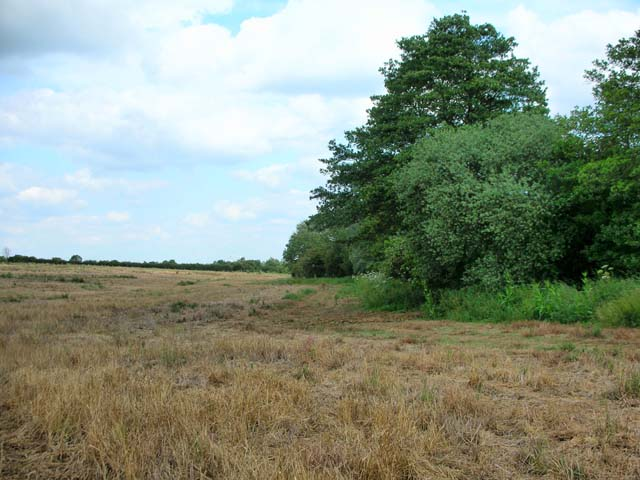
Tierras de cultivo "reservadas". Los agricultores pueden acogerse al pago único por explotación dejando las zonas en barbecho.

Históricamente, la Política Agrícola Común de la Unión Europea (PAC) hizo hincapié en los subsidios directos a los productos agrícolas. Para reducir la distorsión de los precios, se eliminó la conexión entre los pagos y cultivos específicos; en cambio, en junio de 2003 se introdujo un "pago único por explotación", que subvencionaba a los agricultores por hectárea; aunque los agricultores ahora pueden intentar reclamar subsidios por más tierra de la que realmente tienen. Este "desacoplamiento" de los subsidios significa que se aceptan en la categoría de subsidios del "compartimento azul" del Acuerdo sobre Agricultura de la OMC negociado en la Ronda de Uruguay, en consonancia con los acuerdos internacionales para reducir los subsidios que distorsionan el mercado y los controles de precios.

## Pagos a los agricultores
Los gobiernos nacionales dentro de la UE hacen sus propios acuerdos para la implementación y el pago de subsidios a los agricultores. Cuando el Reino Unido formaba parte de la UE, esto lo hacía la Agencia de Pagos Rurales, una agencia ejecutiva de Defra. Algunos agricultores británicos experimentaron problemas debido a retrasos en la verificación de cuánta tierra tienen para recibir subsidios.
El gobierno escocés ofreció a los agricultores un sistema en línea para solicitar subsidios, lo que reduce la carga del papeleo.
En los países no pertenecientes a la zona del euro, los pagos a los agricultores pueden realizarse en moneda local a un tipo de cambio fijado por el Banco Central Europeo.

## Comercio
Algunos agricultores intercambian sus derechos de subsidio.

## Ciencias económicas
El pago único por explotación representa una gran proporción de los ingresos de muchos agricultores, que dicen que no podrían obtener beneficios sin subvenciones. Sin embargo, los subsidios agrícolas en los países desarrollados hacen bajar los precios de los alimentos y empobrecen a los agricultores del tercer mundo. Los contribuyentes de la UE obtienen más que la mayoría a cambio de su dinero.
En 2010, la UE gastó 57 mil millones de euros en desarrollo agrícola, de los cuales 39 mil millones de euros se gastaron en subsidios directos.